# Бярлін Ельмар Юрійович
Ельмар Юрійович Бярлін (нар. 20 травня 1913, Перновський повіт — пом. 8 квітня 1986) — бригадир радгоспу «Торі» Пярнуського району Естонської РСР, Герой Соціалістичної Праці.

## Біографія
Народився 20 травня 1913 року в Перновському повіті Ліфляндської губернії Російської імперії (нині територія повіту Пярнумаа, Естонія) у багатодітній сім'ї лісника. Закінчив п'ять класів школи і з 1926 року почав трудову діяльність, допомагаючи батьку у його справах. Невдовзі його сім'я переїхала до волості Торі.
Після радянської окупації Естонії у 1940 році став фермером на виділеній йому землі. Протягом 1941—1944 років пережив німецьку окупацію Естонії.
У квітні 1949 року, після створення колгоспу «Таалі вийт», увійшов у ініціативну групу засновників колгоспу і став його першим головою. Пізніше працював бригадиром та одночасно заступником голови колгоспу. Залишився на посаді бригадира і після злиття колгоспу з кіннозаводським господарством «Торі», яке надалі було перетворено на опорно-показовий радгосп. Керована ним рослинницька бригада стала передовою, регулярно виконувала виробничі плани. За успіхи у розвитку виробництва сільгосппродукції 1 березня 1958 року нагороджений медаллю «За трудову доблесть». Особливо великих успіхів працівники радгоспу «Торі» досягли в період сьомої розширеної п'ятирічки (1959—1965). Якщо в середньому за радгоспом було отримано 32,4 центнера зерна та 195 центнерів картоплі з гектара, то у центральному відділенні, де працювала бригада Бярліна, ці показники були відповідно 40,6 та 236 центнерів з гектара. 1965 року бригадир був удостоєний звання «Майстер високих урожаїв Естонської РСР». Брав участь у Виставці досягнень народного господарства СРСР. Указом Президії Верховної Ради СРСР від 23 червня 1966 року за успіхи, досягнуті у збільшенні виробництва та заготівель жита, ячменю, пшениці, інших зернових та кормових культур, Бярліну Ельмару Юрійовичу присвоєно звання Героя Соціалістичної Праці з врученням ордена Леніна (№ 368 765) та золотої медалі «Серп і Молот» (№ 11 241).
У 1968 році став персональним пенсіонером союзного значення, проте продовжував працювати бригадиром до виходу на пенсію в 1975 році. Член КПРС з 1969 року. Обирався членом партбюро опорно-показового радгоспу «Торі», головою товариського суду.
Жив у Пярнуському районі (нині повіт Пярнумаа). Помер 8 квітня 1986 року. Похований у селищі Торі на лютеранському цвинтарі.